# Joviq
Joviq / Jović (cyr. Јовић) – wieś w Kosowie, w regionie Prizren, w gminie Malishevë/Mališevo. W 2011 roku liczyła 617 mieszkańców. 